# Meilleur sommelier du monde
Le concours du Meilleur Sommelier du Monde est organisé par l'Association de la sommellerie internationale et existe depuis 1969.